# Letnie Mistrzostwa Polski w Skokach Narciarskich 2003
8. Letnie Mistrzostwa Polski w Skokach Narciarskich – zawody o mistrzostwo Polski w skokach narciarskich na igelicie, które odbyły się 21 września 2003 roku na Średniej Krokwi w Zakopanem.
W konkursie o mistrzostwo Polski zwyciężył Adam Małysz, srebrny medal zdobył Robert Mateja, a brązowy - Krystian Długopolski.

## Wyniki konkursu
| Miejsce   | Zawodnik             | Klub                 | Skok 1 | Skok 2 | Punkty |
| --------- | -------------------- | -------------------- | ------ | ------ | ------ |
| 1. (1.)   | Adam Małysz          | KS Wisła Ustronianka | 87,0   | 92,0   | 247,5  |
| 2. (2.)   | Robert Mateja        | WKS Zakopane         | 86,0   | 87,5   | 239,5  |
| 3. (3.)   | Krystian Długopolski | AZS AWF Katowice     | 82,0   | 89,5   | 234,0  |
| 4. (4.)   | Wojciech Skupień     | WKS Zakopane         | 83,5   | 86,0   | 229,0  |
| 5. (5.)   | Tomasz Pochwała      | AZS AWF Katowice     | 81,0   | 85,0   | 222,5  |
| 6. (6.)   | Wojciech Tajner      | KS Wisła Ustronianka | 83,0   | 84,5   | 221,0  |
| 7. (7.)   | Rafał Śliż           | KS Wisła Ustronianka | 81,5   | 84,5   | 220,5  |
| 8. (10.)  | Grzegorz Śliwka      | KS Wisła Ustronianka | 82,0   | 79,0   | 208,5  |
| 9. (11.)  | Tomisław Tajner      | KS Wisła Ustronianka | 79,0   | 79,0   | 202,0  |
| 10. (12.) | Mateusz Rutkowski    | TS Wisła Zakopane    | 78,0   | 80,5   | 201,5  |

W konkursie wzięło udział 50 zawodników. W nawiasach podano miejsce z uwzględnieniem zawodników zagranicznych.
Ósme miejsce w międzynarodowych zawodach zajął Czech Jakub Sucháček, a dziewiąte - jego rodak Jiří Parma.